# Serixia assamana
Serixia assamana là một loài bọ cánh cứng trong họ Cerambycidae.